# Miljanovac
Miljanovac (srbsky Миљановац) je vesnice v Chorvatsku v Bjelovarsko-bilogorské župě, spadající pod opčinu Sirač. Nachází se asi 7 km jižně od Daruvaru. V roce 2011 zde žilo 160 obyvatel. V roce 1991 bylo 4,97 % obyvatel (20 z tehdejších 402 obyvatel) české národnosti, naprostou národnostní většinu ve vesnici však tvoří Srbové (63,43 % obyvatelstva, tedy 255 obyvatel ze 402).

## Sousední sídla
| Růžice kompasu |            | Doljani    |       | Růžice kompasu |
| Růžice kompasu | Kip        | Sever      | Sirač | Růžice kompasu |
| Růžice kompasu | Kip        | Miljanovac | Sirač | Růžice kompasu |
| Růžice kompasu | Kip        | Jih        | Sirač | Růžice kompasu |
| Růžice kompasu | Badljevina |            |       | Růžice kompasu |